# Associazione Calcio Audace 1978-1979
Questa pagina raccoglie le informazioni riguardanti l'Associazione Calcio Audace nelle competizioni ufficiali della stagione 1978-1979.

## Organigramma societario
Area direttiva
- Presidente: Giuseppe Bonollo
- Segretario: Sergio Adami

Area tecnica
- Direttore sportivo: Rino Piubelli
- Allenatore: Eros Beraldo e Giovanni Purgato

## Rosa
| N. |                   | Ruolo | Calciatore          |
| -- | ----------------- | ----- | ------------------- |
|    | Italia (bandiera) | C     | Angelo Andreoli     |
|    | Italia (bandiera) | A     | Riccardo Angeloni   |
|    | Italia (bandiera) | D     | Angelo Apolloni     |
|    | Italia (bandiera) | P     | Giovanni Avesani    |
|    | Italia (bandiera) | A     | Mauro Bastianello   |
|    | Italia (bandiera) |       | Bollin              |
|    | Italia (bandiera) | D     | Daniele Bragantini  |
|    | Italia (bandiera) | C     | Stefano Bruttomesso |
|    | Italia (bandiera) | C     | Gianfranco Campara  |
|    | Italia (bandiera) |       | Campedelli          |
|    | Italia (bandiera) |       | Campolongo          |
|    | Italia (bandiera) |       | Dal Ben             |
|    | Italia (bandiera) | D     | Lucio Dalla Libera  |
|    | Italia (bandiera) |       | Fitta               |
|    | Italia (bandiera) | P     | Marino Fochesato    |
|    | Italia (bandiera) | D     | Fabio Furlan        |

| N. |                   | Ruolo | Calciatore         |
| -- | ----------------- | ----- | ------------------ |
|    | Italia (bandiera) |       | Gelmini            |
|    | Italia (bandiera) | A     | Cesare Griggio     |
|    | Italia (bandiera) | C     | Stefano Guerra     |
|    | Italia (bandiera) | A     | Nicola Guglielmoni |
|    | Italia (bandiera) | D     | Giorgio Manfè      |
|    | Italia (bandiera) |       | Manni              |
|    | Italia (bandiera) | D     | Massimo Materassi  |
|    | Italia (bandiera) | C     | Giorgio Michelon   |
|    | Italia (bandiera) |       | Pippa              |
|    | Italia (bandiera) |       | Poggiani           |
|    | Italia (bandiera) |       | Roverato           |
|    | Italia (bandiera) | A     | Massimo Targa      |
|    | Italia (bandiera) | C     | Sergio Tiziani     |
|    | Italia (bandiera) |       | Turatello          |
|    | Italia (bandiera) | C     | Gianni Verdolin    |
|    | Italia (bandiera) | C     | Giuseppe Zamprogno |

## Risultati

### Campionato

#### Girone di andata
| 1º ottobre 1978 1ª giornata | Vigevano | 1 – 0 | Audace SME |  |

| 8 ottobre 1978 2ª giornata | Audace SME | 0 – 4 | Bolzano |  |

| 15 ottobre 1978 3ª giornata | Conegliano | 4 – 0 | Audace SME |  |

| 22 ottobre 1978 4ª giornata | Audace SME | 0 – 5 | Carpi |  |

| 29 ottobre 1978 5ª giornata | Pro Patria | 3 – 0 | Audace SME |  |

| 5 novembre 1978 6ª giornata | Audace SME | 2 – 6 | Rhodense |  |

| 12 novembre 1978 7ª giornata | Pro Vercelli | 0 – 0 | Audace SME |  |

| 19 ottobre 1978 8ª giornata | Audace SME | 1 – 4 | Adriese |  |

| 26 novembre 1978 9ª giornata | Omegna | 2 – 0 | Audace SME |  |

| 3 dicembre 1978 10ª giornata | Fanfulla | 3 – 1 | Audace SME |  |

| 10 dicembre 1978 11ª giornata | Audace SME | 0 – 1 | Mestrina |  |

| 17 dicembre 1978 12ª giornata | Audace SME | 0 – 1 | Monselice |  |

| 30 dicembre 1978 13ª giornata | Seregno | 2 – 0 | Audace SME |  |

| 7 gennaio 1979 14ª giornata | Audace SME | 1 – 4 | Sant'Angelo |  |

| 14 gennaio 1978 15ª giornata | Pavia | 2 – 0 | Audace SME |  |

| 21 gennaio 1979 16ª giornata | Audace SME | 0 – 4 | Pergocrema |  |

| 28 gennaio 1979 17ª giornata | Legnano | 2 – 1 | Audace SME |  |

#### Girone di ritorno
| 4 febbraio 1979 18ª giornata | Audace SME | 0 – 0 | Vigevano |  |

| 11 febbraio 1979 19ª giornata | Bolzano | 4 – 1 | Audace SME |  |

| 18 febbraio 1979 20ª giornata | Audace SME | 0 – 2 | Conegliano |  |

| 25 febbraio 1979 21ª giornata | Carpi | 2 – 0 | Audace SME |  |

| 4 marzo 1979 22ª giornata | Audace SME | 0 – 0 | Pro Patria |  |

| 11 marzo 1979 23ª giornata | Rhodense | 2 – 1 | Audace SME |  |

| 25 marzo 1979 24ª giornata | Audace SME | 2 – 1 | Pro Vercelli |  |

| 1º aprile 1979 25ª giornata | Adriese | 4 – 1 | Audace SME |  |

| 8 aprile 1979 26ª giornata | Audace SME | 1 – 3 | Omegna |  |

| 22 aprile 1979 27ª giornata | Audace SME | 1 – 1 | Fanfulla |  |

| 29 aprile 1979 28ª giornata | Mestrina | 1 – 2 | Audace SME |  |

| 6 maggio 1979 29ª giornata | Monselice | 2 – 0 | Audace SME |  |

| 13 maggio 1979 30ª giornata | Audace SME | 0 – 5 | Seregno |  |

| 20 maggio 1979 31ª giornata | Sant'Angelo | 1 – 0 | Audace SME |  |

| 27 maggio 1979 32ª giornata | Audace SME | 0 – 0 | Pavia |  |

| 3 giugno 1979 33ª giornata | Pergocrema | 1 – 1 | Audace SME |  |

| 9 giugno 1979 34ª giornata | Audace SME | 0 – 4 | Legnano |  |